# Колганов, Анатолий Иванович
Анатолий Иванович Колганов (2 декабря 1925, пос. Воткинский завод, Уральская область, СССР — 2001, там же, Воткинский район, Удмуртия, Россия) — слесарь-сборщик Воткинского машиностроительного завода министерства оборонной промышленности СССР, Герой Социалистического Труда (1971).

## Биография
Родился 2 декабря 1925 года в пос. Воткинский завод, Уральская область (ныне — Удмуртия). По национальности русский.
Окончив в 1941 году школу фабрично-заводского обучения (ФЗО), пару лет работал столяром.
В 1943 году призван в армию, служил на Дальнем Востоке до 1951 года, член ВКП(б) с 1950 года. После демобилизации поступил на Воткинский машиностроительный завод, трудился слесарем-сборщиком, клепальщиком, слесарем механо-сборочных работ.
Собирая сложные агрегаты, первым на заводе внедрил в производство автоматическую клепку, активно предлагал методы усовершенствования узлов изготовляемых изделий и улучшения технологии сборки. Регулярно выполнял план смены на 140—150 % с отличным качеством. Ударник коммунистического труда, награждён знаком «Отличник социалистического соревнования министерства». За 8-ю пятилетку (1966—1970) выполнил 7 годовых норм, за 9-ю (1971—1975) — 8 (за ударный труд удостоен ордена Октябрьской Революции), за 10-ю (1976—1980) — около 7.
Указом Президиума Верховного Совета СССР от 26 апреля 1971 года «за выдающиеся достижения в выполнении заданий пятилетнего плана и организацию производства новой техники» удостоен звания Героя Социалистического Труда с вручением ордена Ленина и медали «Серп и Молот».
Многократно избирался членом партийного комитета завода, членом Воткинского городского комитета КПСС, избирался депутатом городского Совета. Был делегатом XXV съезда КПСС, членом городского содействия Фонду мира.
Жил в Воткинске, где умер в 2001 году, похоронен там же.
Награждён орденами Ленина (26.04.1971), Октябрьской Революции (09.09.1976), медалями. Его имя занесено в Книгу Трудовой Славы и Героизма Удмуртской Республики.